# سكوت هامنر
سكوت هامنر (بالإنجليزية: Scott Hamner)‏ هو كاتب سيناريو أمريكي، ولد في 11 مايو 1956.

## وصلات خارجية
- سكوت هامنر على موقع IMDb (الإنجليزية)
- سكوت هامنر على موقع قاعدة بيانات الفيلم (الإنجليزية)